# Став (притока Вижівки)
Став — річка у Любомльському районі Волинської області, ліва притока Вижівки (басейн Дніпра).

## Опис
Довжина річки 11 км, похил річки — 1,3 м/км. Формується з декількох безіменних струмків. Площа басейну 33,1 км².

## Розташування
Бере початок на південно-західній стороні від села Скрипиця. Тече переважно на північний схід і на південно-західній стороні від села Чорноплеси впадає в річку Вижівку, праву притоку Прип'яті.